# 三好市立下名小学校
三好市立下名小学校（みよししりつ しもみょうしょうがっこう）は、徳島県三好市山城町下名にある公立小学校。

## 沿革
- 1875年 - 大黒小学校を創立。
- 1886年 - 三名村下名尋常小学校と改称。
- 1893年 - 三名村村立下名尋常小学校と改称。
- 1902年 - 下名尋常高等小学校と改称。
- 1941年 - 下名国民学校と改称。
- 1947年 - 下名小学校と改称。
- 1956年 - 町村合併のため山城町立下名小学校となる。
- 2006年 - 町村合併のため三好市立下名小学校となる。

## 通学区域が隣接している学校
- 三好市立山城小学校
- 三好市立池田小学校、三好市立白地小学校の少なくとも一方。
- 三好市立檪生小学校
- 高知県大豊町立大豊学園